# فوسفات ثلاثي الكالسيوم
فوسفات ثلاثي الكالسيوم هو مركب كيميائي له الصيغة Ca3(PO4)2، وهو ملح الكالسيوم لحمض الفوسفوريك.

## الاستخدام الصيدلاني
مضاد تراص و تجمع المواد، مزلق glidant، ممدد في المضغوطات و المحافظ.
تُستخدم هذه المادة على محور واسع كممدد في المضغوطات و المحافظ سواء إذا كانت المساحيق مخصصة للضغط مباشرة أو لإجراء عملية التخثير الرطب.
و كما هو الحال في الفوسفات ثنائية الكالسيوم ينبغي إضافة مزلق مثل شمعات المغنيزيوم و كذلك عامل مفكك إلى مكونات المضغوطات أو المحافظ التي تدخل فوسفات ثلاثية الكالسيوم ضمن تركيبها.
و تُستخدم هذه المادة بشكل واسع في محضرات الفيتامينات و الأملاح المعدنية كعامل ممدد و كمصدر للكالسيوم و تُستخدم وفق شروط خاصة و في تطبيقات خاصة جداً كعامل مفكك.

## التأثير على صحة الجسم
تُستخدم هذه المادة بشكل واسع في الأشكال الصيدلانية الفموية والمنتجات الغذائية وتُعتبر عموماً مادة غير سامة وغير مخرشة بالمقادير التي تُستخدم فيها كسواغ. لكن تناول كميات كبيرة منها قد تؤدي إلى ترسب بلورات هذه المادة في الأنسجة. كما أن تناولها الفموي بكميات كبيرة قد يؤدي إلى آلام بطنية وإقياء وإعياء وغثيان. وتجدر الإشارة إلى أنه لم تُلحظ أي آثار مُشوهة للجنين لدى جنين الدجاج عندما عُرّض لجرعة قدرها 2.5 ملغ من هذه المادة.
```
  LD50 (rat,oral) :> 1 g/kg
```

## سلامة الاستعمال
تختلف الاحتياطات المتبعة أثناء التعامل مع المادة باختلاف الكمية و الظروف المحيطة. و يُنصح بحماية الأعين و ارتداء القفازات و التعامل مع هذه المادة في بيئة جيدة التهوية لأن غبارها إذا استنشق فإنه يكون مخرشاً.
و يُنصح بارتداء القناع الواقي من الغبار في العمليات التي ينجم عنها تطاير كميات كبيرة من الغبار.

## التنافرات
إن أملاح الكالسيوم تتنافر مع التتراسكلين. إن تري باسيك كالسيوم فوسفات تتنافر أيضاً مع توكوفيريل.
إنه يُؤثر في امتصاص الفيتامين د . و يمكن أن يشكل بشكل ضئيل فوسفات قابلة للذوبان مع الهرمونات.